# Daniel Viaene
Daniel Viaene est un footballeur français né le 29 novembre 1937 à Wattrelos (Nord) et décédé le 28 janvier 2016 dans le 8e arrondissement de Marseille. 
Il a été finaliste de la Coupe de France en 1962 avec le FC Nancy.

## Carrière de joueur
- 1955-1956 :  Wattrelos
- 1956-1961 :  Lille OSC
- 1961-1962 :  FC Nancy
- 1962-1966 :  Olympique de Marseille[2]

## Palmarès
- Finaliste de la Coupe de France 1962 avec le FC Nancy